# كليفورد هانسن
كليفورد هانسن (بالإنجليزية: Clifford P. Hansen)‏ هو مربي ماشية وسياسي أمريكي، ولد في 16 أكتوبر 1912 في مقاطعة تيتون في الولايات المتحدة، وتوفي في 20 أكتوبر 2009 في جاكسون في الولايات المتحدة. نشط حزبياً في الحزب الجمهوري. وقد انتخب حاكم وايومنغ ‏ (7 يناير 1963 – 2 يناير 1967) وانتخب عضو مجلس الشيوخ الأمريكي عن دائرة وايومنغ (3 يناير 1967 – 31 ديسمبر 1978).

## وصلات خارجية
- كليفورد هانسن على موقع إن إن دي بي (الإنجليزية)